# Palatabilité

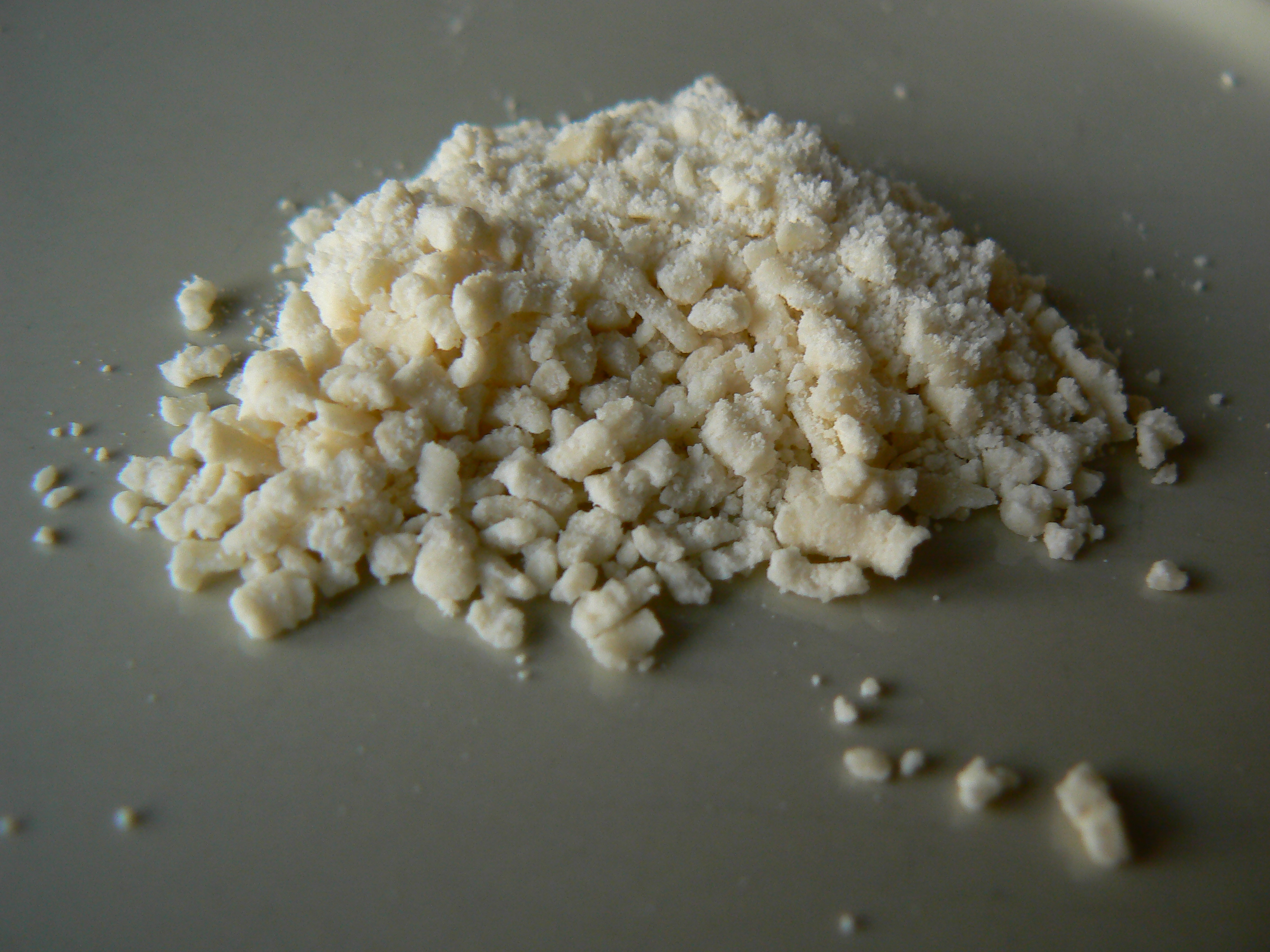
La granulométrie d'un aliment est l'un des facteurs de « palatabilité » ; Par exemple un même fromage dur coupé, fondu, râpé ou réduit en fines particules (comme le parmesan) est mâché (ou non) et apprécié en bouche différemment.

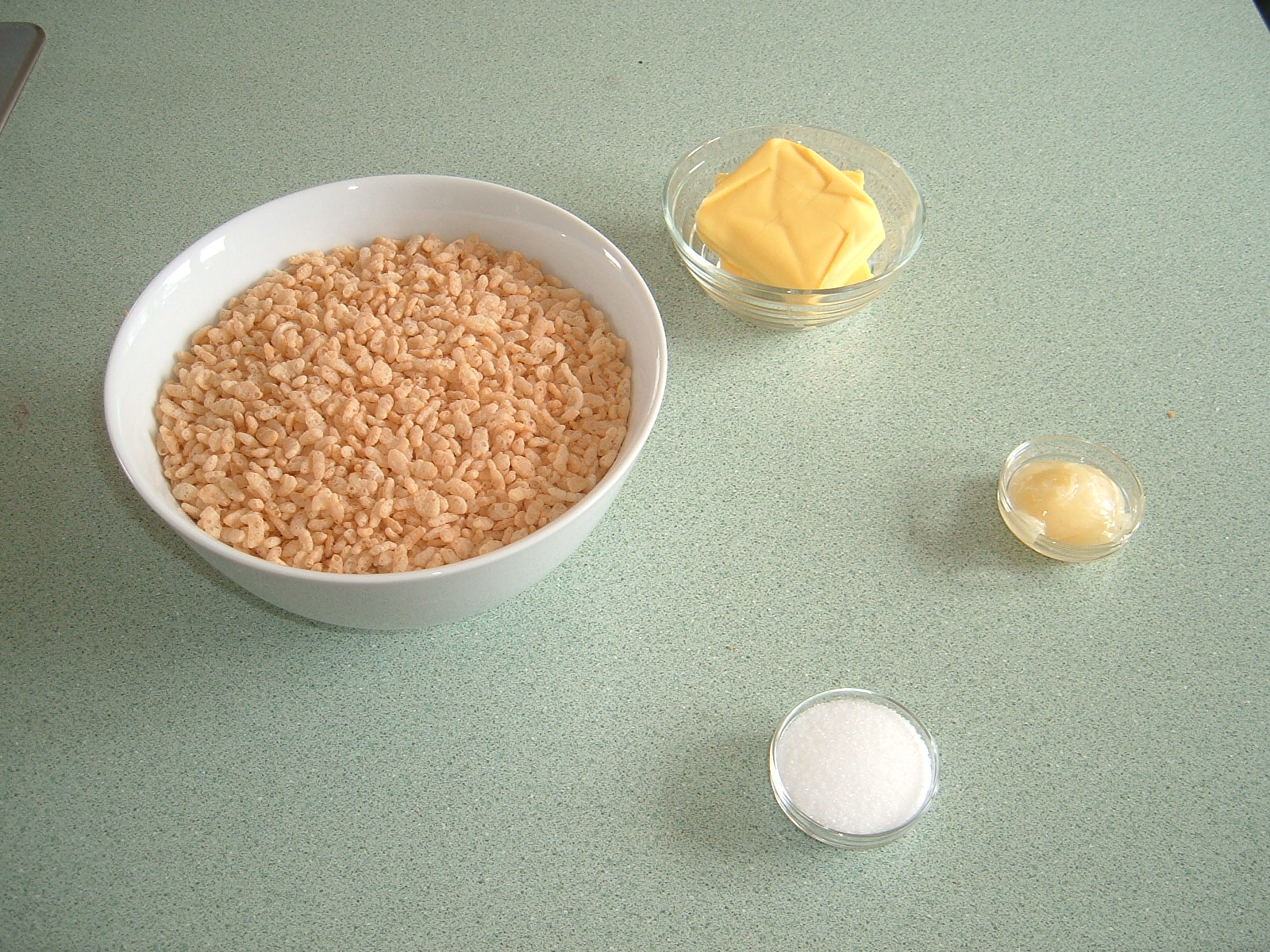
Le riz soufflé, tant qu'il n'est pas détrempé, présente des caractéristiques très particulières de palatabilité (il « croustille »).

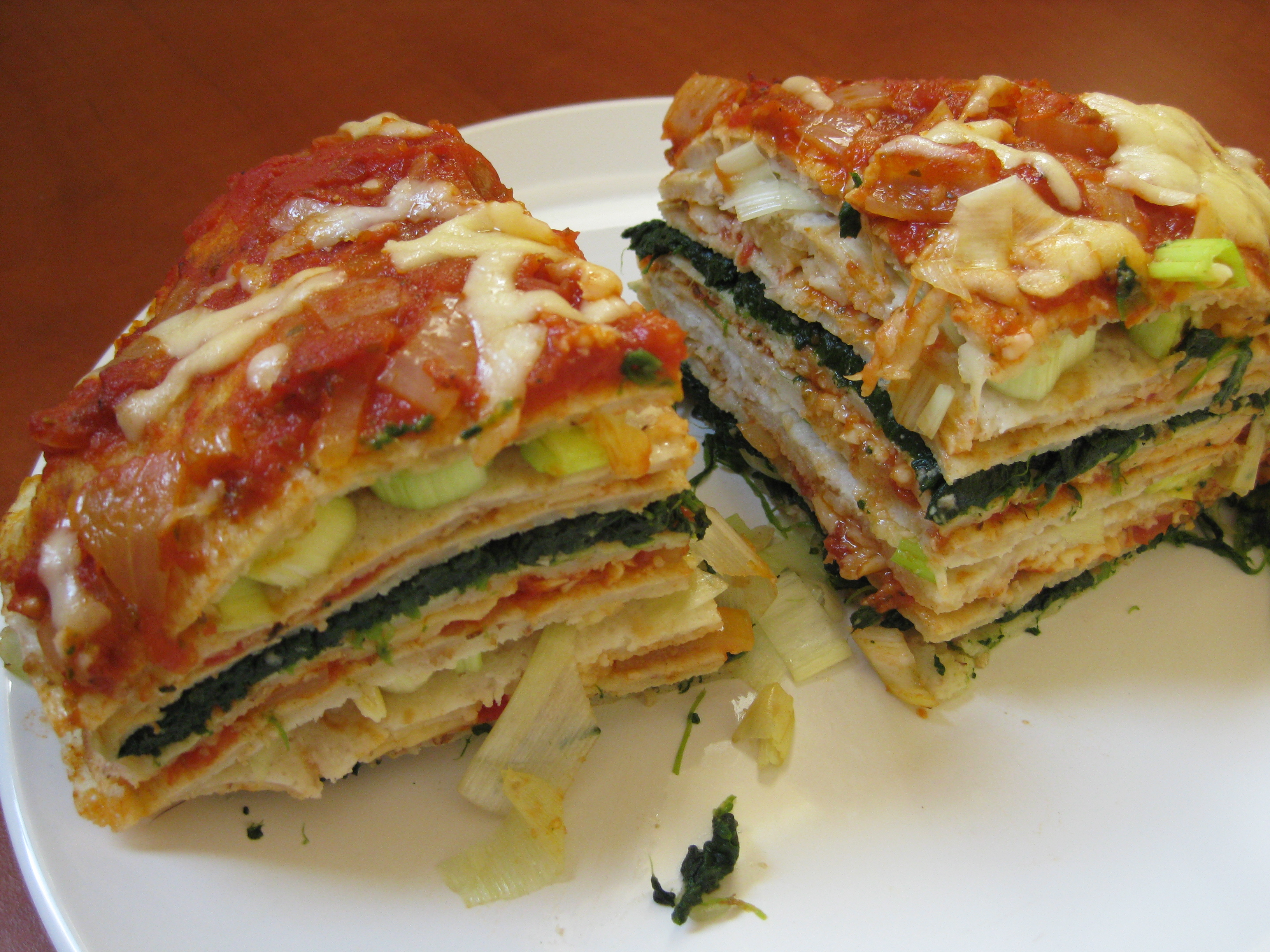
De nombreuses recettes jouent sur la juxtaposition de saveurs plus ou moins contrastées, en les associant aussi à des séries de textures différentes.

La palatabilité ou « appétibilité », encore appelée « valeur hédonique », est la caractéristique du goût et de la texture des aliments agréables au palais. Cette propriété intervient dans le plaisir alimentaire (aliment dit palatable) qui active le système de récompense. 
Elle dépend de facteurs socio-psychologiques que les neurologues et psychologues pensent être notamment liés aux notions de motivation et/ou de récompense, et de plusieurs facteurs dont en particulier la nature physicochimiques des produits, leur teneur en fibres et en graisses ou huile (lipides),, leur granulométrie, de leur teneur en eau.
C'est un terme utilisé dans les sciences de la nutrition humaine et animale. C'est une caractéristique qui fait appel à de nombreux sens, et qui est l'un des déterminants de l'intensité du plaisir à manger. En lien avec la salivation et la mastication, elle a aussi une importance fonctionnelle pour la digestion en intervenant sur la régulation sécrétoire gastrique (phénomène notamment expérimentalement étudié en laboratoire sur le modèle animal).

## Étymologie
« Palatabilité » est un néologisme issu de l'anglais « palatability », « appétibilité » (du latin « appetibilis » : digne de désir, désirable).

## Aspects physiologiques
C'est une caractéristique nécessitant l'intervention de nombreux sens et qui détermine l'intensité du plaisir à manger, voire une quasi-dépendance à certains aliments. Elle influe la sécrétion gastrique. « (L'évaluation hédonique des caractéristiques organoleptiques des aliments intègre la vision, l’olfaction, la gustation, le toucher etc. parfois difficiles à dissocier. Certaines aires cérébrales comme l’insula, le cortex orbitofrontal, le cortex cingulaire ou le striatum ventral apparaissent toutefois comme essentielles dans l’évaluation hédonique. D’autres zones cérébrales comme l'amygdale (intégration de l’intensité d’un goût et de sa valence), le complexe latéral occipital (émotions envers un aliment), ou encore l’hypothalamus (teneur énergétique de l'aliment) interviennent également dans la perception alimentaire ».

## Domaines concernés
Ce mot et le concept qu'il recouvre sont notamment utilisés dans les sciences de la nutrition et en zootechnie (concernant l'appétence de l'alimentation animale pour les animaux que les élevages industriels cherchent à faire grossir aussi vite que possible (lapins, volaille, bovins, porcins, ovins ou le bétail par exemple). Un tourteau de colza industriel maturé (fermenté) et dépelliculé-déshuilé à froid présentera une palatabilité améliorée pour les animaux de rentes.
La palatabilité prend une importance particulière pour l'industrie alimentaire dans le secteur de l'alimentation des bébés et des enfants ; de même pour les médicaments à usage pédiatrique (quand leur prise est orale).
Les graisses de l'alimentation possèdent une forte valeur énergétique, mais augmentent la palatabilité de l'alimentation : ce phénomène concerne notamment l'obésité.

## Études, utilisations
Elle est étudiée par l'industrie agroalimentaire pour susciter et entretenir chez les consommateurs un phénomène de « faim hédonique » (c'est l'un des objectifs du neuromarketing) .
Des additifs et agents de texture sont ajoutés à de nombreux plats et desserts industriels pour augmenter leur palatabilité, parfois en modifiant au passage leur sapidité (goût).